# Jargalant (distrikt i Mongoliet, Chövsgöl, lat 48,56, long 99,43)
Jargalant (mongoliska: Жаргалант Сум, Жаргалант, Jargalant Sum) är ett distrikt i Mongoliet.   Det ligger i provinsen Chövsgöl, i den centrala delen av landet, 600 km väster om huvudstaden Ulaanbaatar.